# Rkomi
Pour les articles homonymes, voir Martorana.
Rkomi, de son vrai nom Mirko Manuele Martorana, né le 19 avril 1994 à Milan, en Lombardie, est un rappeur italien.

## Biographie

### Jeunesse
Rkomi naît le 19 avril 1994 à Milan, et grandit dans le quartier milanais de Calvairate (it). Il arrête les études à l'âge de 17 ans, et vit de petits boulots, comme barman et plongeur, jusqu'à ses 21 ans.

### Carrière musicale
Rkomi se lance dans le rap avec son ami d'enfance Mario Molinari, dit Tedua (it).
Il sort ses premiers projets en 2012 : Keep Calm Mixtape en collaboration avec Sfaso, Quello che non fai tu avec Falco, Cugini Bella Vita EP avec Pablo Asso en 2013, puis Calvairate Mixtape co-écrit avec Tedua et Izi.
Après un hiatus de deux ans, le rappeur revient en 2016 avec le titre Dasein Sollen, et publie un EP éponyme le 13 octobre de la même année. Aeroplanini di carta, titre issu de l'EP en featuring avec Izi, révèle le rappeur au grand public et est certifié single de platine.
Le 8 septembre 2017, Rkomi sort son premier album studio intitulé Io in terra.
Le 26 juin 2018, Rkomi publie l'EP Ossigeno, accompagné d'un livre autobiographique.
Le 22 mars 2019 sort son second album studio intitulé Dove gli occhi non arrivano.
Le 29 avril 2021, Rkomi dévoile Taxi Driver, son troisième album studio.

## Discographie

### Albums studio
- 2017 : Io in terra
- 2019 : Dove gli occhi non arrivano
- 2021 : Taxi Driver

### EPs
- 2013 : Cugini Bella Vita EP (avec Pablo Asso)
- 2016 : Dasein Sollen
- 2018 : Ossigeno

### Mixtapes
- 2012 : Keep Calm Mixtape (avec Sfaso)
- 2012 : Quello che non fai tu (avec Falco)
- 2014 : Calvairate Mixtape

### Singles
- 2016 : Dasein Sollen
- 2016 : Sul Serio
- 2016 : Sissignore
- 2016 : 180
- 2016 : Aeroplanini di carta (featuring Izi)
- 2016 : Oh Mama
- 2017 : Rossetto
- 2017 : Solo
- 2017 : Apnea
- 2017 : Mai Piú
- 2018 : Acqua calda e limone (featuring Ernia (it))
- 2018 : Non ho mai avuto la mia età
- 2019 : Visti dall'alto (featuring Dardust (it))